# Schloss Dornau

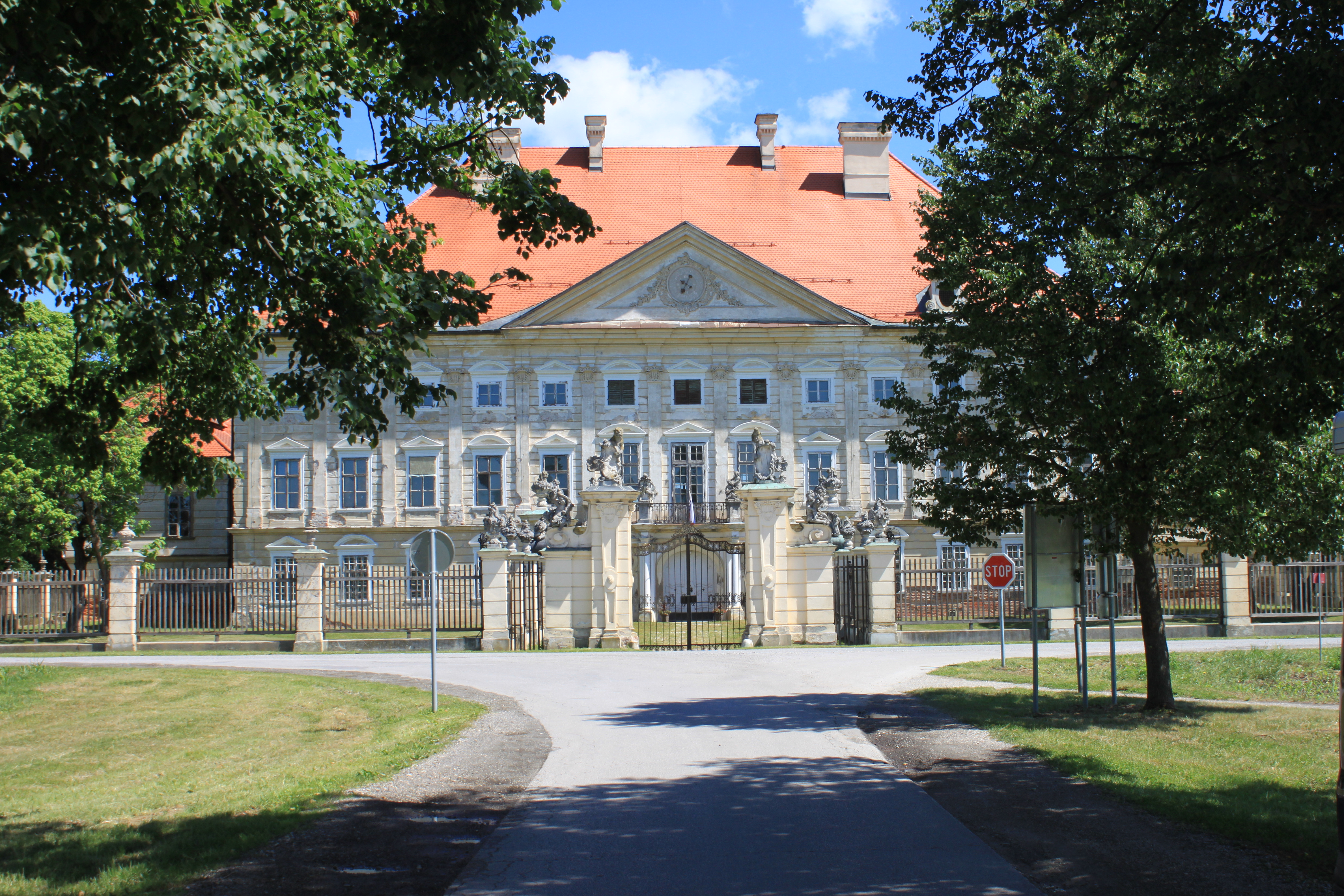
Schloss Dornau; Gesamtansicht

Schloss Dornau (slowenisch Dvorec Dornava) ist ein spätbarockes Schloss in der slowenischen Gemeinde Dornau. Es handelt sich um das größte Barockschloss Sloweniens. Das Schloss ist auch im Wappen der Gemeinde Dornau abgebildet.

## Lage
Schloss Dornau liegt im Pettauer Feld (slowenisch Ptujsko polje), einer eiszeitlichen Schotterebene. Die nächste größere Stadt ist Pettau, ungefähr sieben Kilometer östlich der Gemeinde Dornava. In Dornau befindet es sich in der nordöstlichen Ecke des bebauten Gemeindegebiets. Hinter dem Schloss beginnt der Schlosspark, vor dem Schloss führt eine alte Allee zur Nationalstraße 713.

## Geschichte

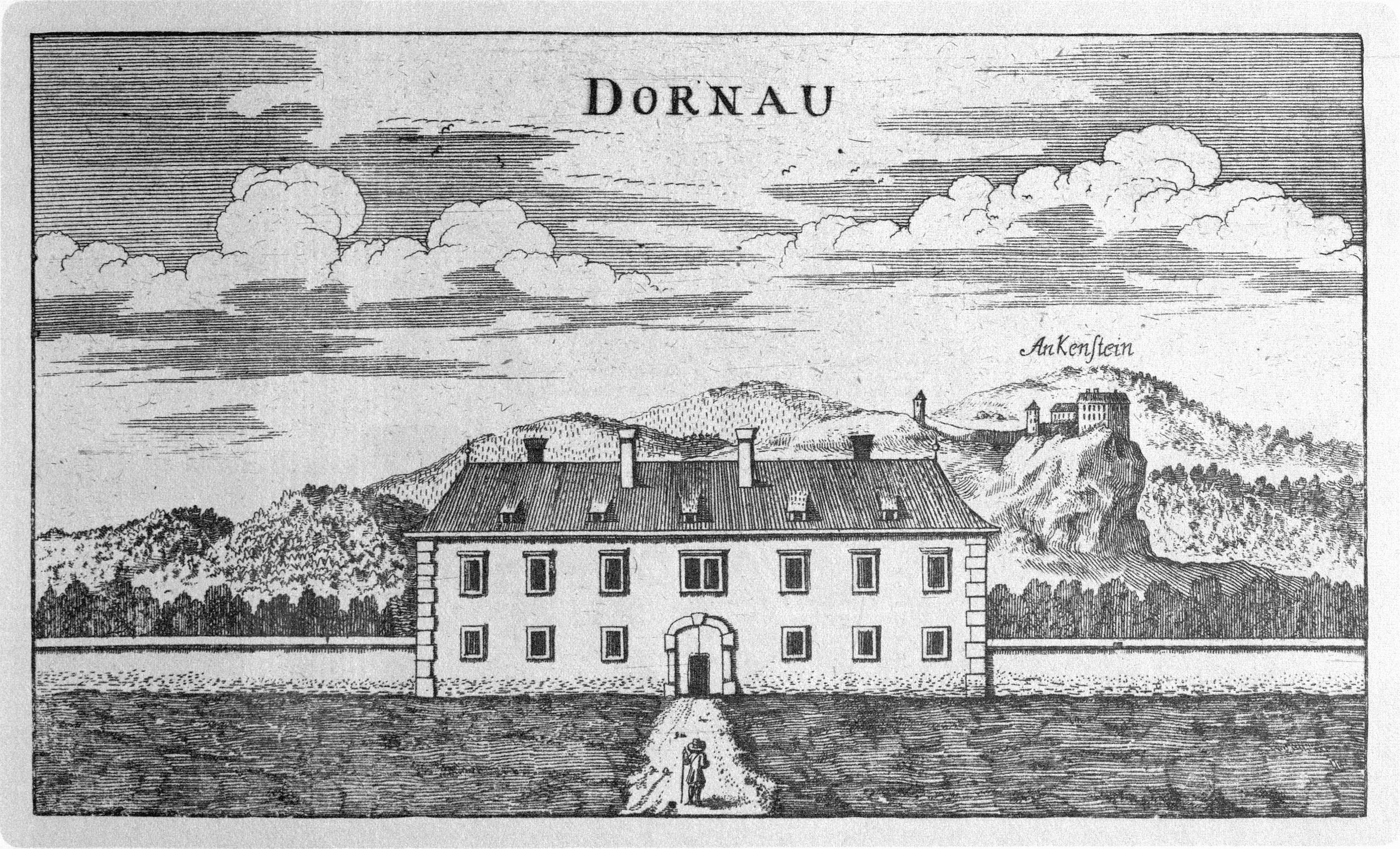
Vischer – Topographia Ducatus Stiria – Dornau vor den Umbauten

Erste Aufzeichnungen aus dem Jahre 1435 berichten über den Bau einer Burg, die an Stelle eines herrschaftlichen Jagdhofes entstand. Sie war im Besitz der Herren von Pettau. 1446 wurde diese Burg von Johann Hunyadi während der Kämpfe gegen den deutschen König Friedrich III. zerstört. Die Burg wurde wieder aufgebaut, und 1526 wird Reichsfreiherr Bernhardin I. von Herberstein als Besitzer genannt. Später erwarben die Grafen von Sauer die kleine Burg. 1666 wird von ersten Umbaumaßnahmen berichtet. 1695 brannte das Gebäude ab, und die Grafen von Sauer errichteten von 1700 bis 1708 ein kleines Barockschloss, das die Grundlage für den heutigen Bau darstellte. 1739 erwarb Anton Ferdinand von Attems das Schloss zusammen mit der Herrschaft Dornau. Von 1753 bis 1755 wurde das Schloss unter Joseph Thaddäus von Attems umgebaut und erhielt das heutige Aussehen.

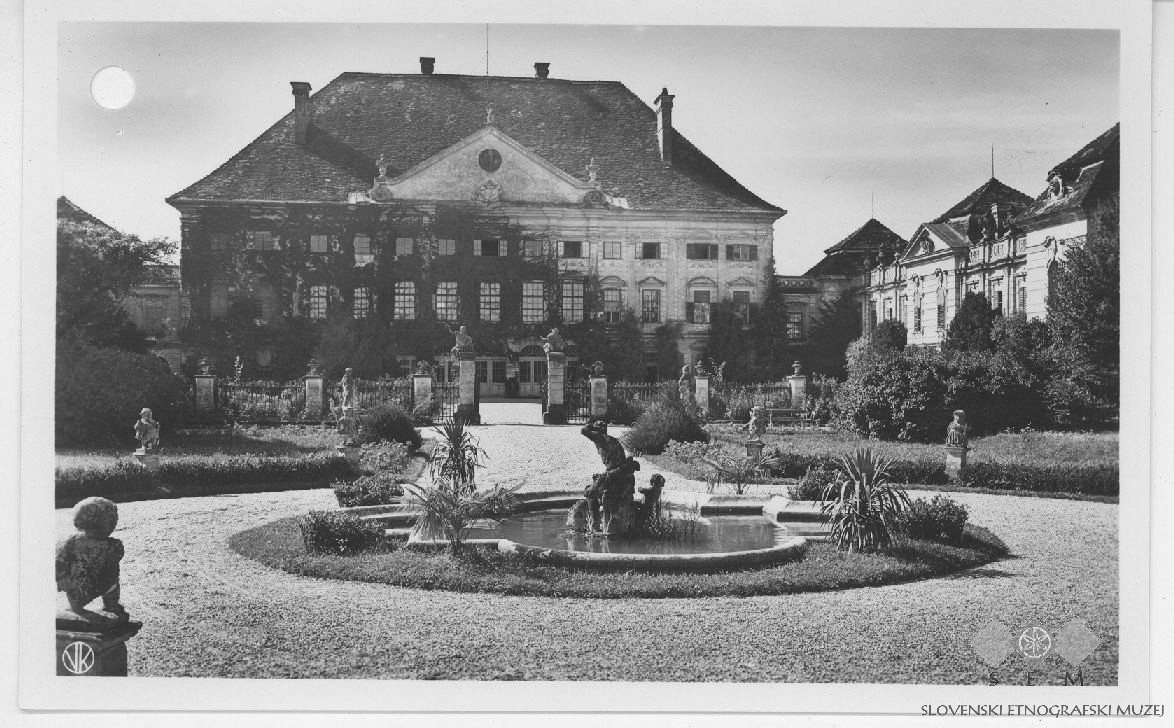
Ansichtskarte Schloss Dornau; ca. 1925–1945

1803 erbte Ferdinand von Attems das Schloss und 1820 kaufte Fürst Karl Wilhelm Philipp von Auersperg das Schloss und die Herrschaft. Ende des 19. Jahrhunderts war die Familie von Pongratz Eigentümer des Schlosses. 1945 wurde die Familie vom jugoslawischen Staat enteignet und eine Panzerbrigade im Schloss stationiert. Wenige Jahre später wurde das Schloss als psychiatrische Klinik genutzt. Diese wurde nach der Unabhängigkeit Sloweniens in ein Heim für behinderte Kinder und Jugendliche mit dazugehörigem Ausbildungszentrum (eines der größten in Slowenien) umgewandelt. Seit der Jahrtausendwende steht das Gebäude leer und wird nicht genutzt. Renovierungsarbeiten wurden im Jahr 2022 durchgeführt.

## Beschreibung

### Architektur
Das heutige Schloss ist ein Werk des Wiener Schlossbaumeisters Josef Hueber, der in den Jahren 1753 bis 1755 das Schloss umgestaltete und erweiterte. Der alte Bau wurde vergrößert, die Fassade neu gestaltet und so zur Mitte einer dreiflügeligen Anlage. Rechts und links wurden zwei kleine, fast quadratische Pavillons mit jeweils circa zehn Meter Breite angefügt, die zur Gartenseite abgeschlossen sind. Hinter diesen Anbauten befinden sich auf jedem Flügel nochmal zwei Pavillons, die parallel zu den vorderen stehen. Das Gesindehaus und die ehemaligen Stallungen liegen am Ostrand des Schlossparks, ungefähr fünfzig Meter vom Haupthaus entfernt. Die ganze Anlage ist der Epoche des Rokoko zuzurechnen und einer der wenigen profanen Bauten des Spätbarock in Slowenien.
Das Haupthaus erhielt eine verzierte Fassade mit doppelter Fensterfront und griechischem Giebel. Dahinter verbirgt sich eine großzügige Eingangshalle, die sich über zwei Stockwerke erstreckt. Ausgeschmückt ist diese mit Fresken von Johann Caspar Waginger. Er bemalte noch unter den Grafen von Sauer 1708 die Hallendecke mit der „Aufnahme des Herakles in den Olymp“; an den Seitenwänden sind die Heldentaten des Herakles dargestellt.
Im Gebäude befindet sich auch eine kleine Schlosskapelle im Rokokostil, die der unbefleckten Jungfrau Maria Immaculata (slowenisch: Brezmadežna Devica) geweiht ist. Das Schloss enthielt zahlreiche Rokoko-Möbel, Tapisserien und Gemälde. Einiges ging in den Kriegswirren verloren, der größte Teil befindet sich heute im Provinzmuseum Ptuj.

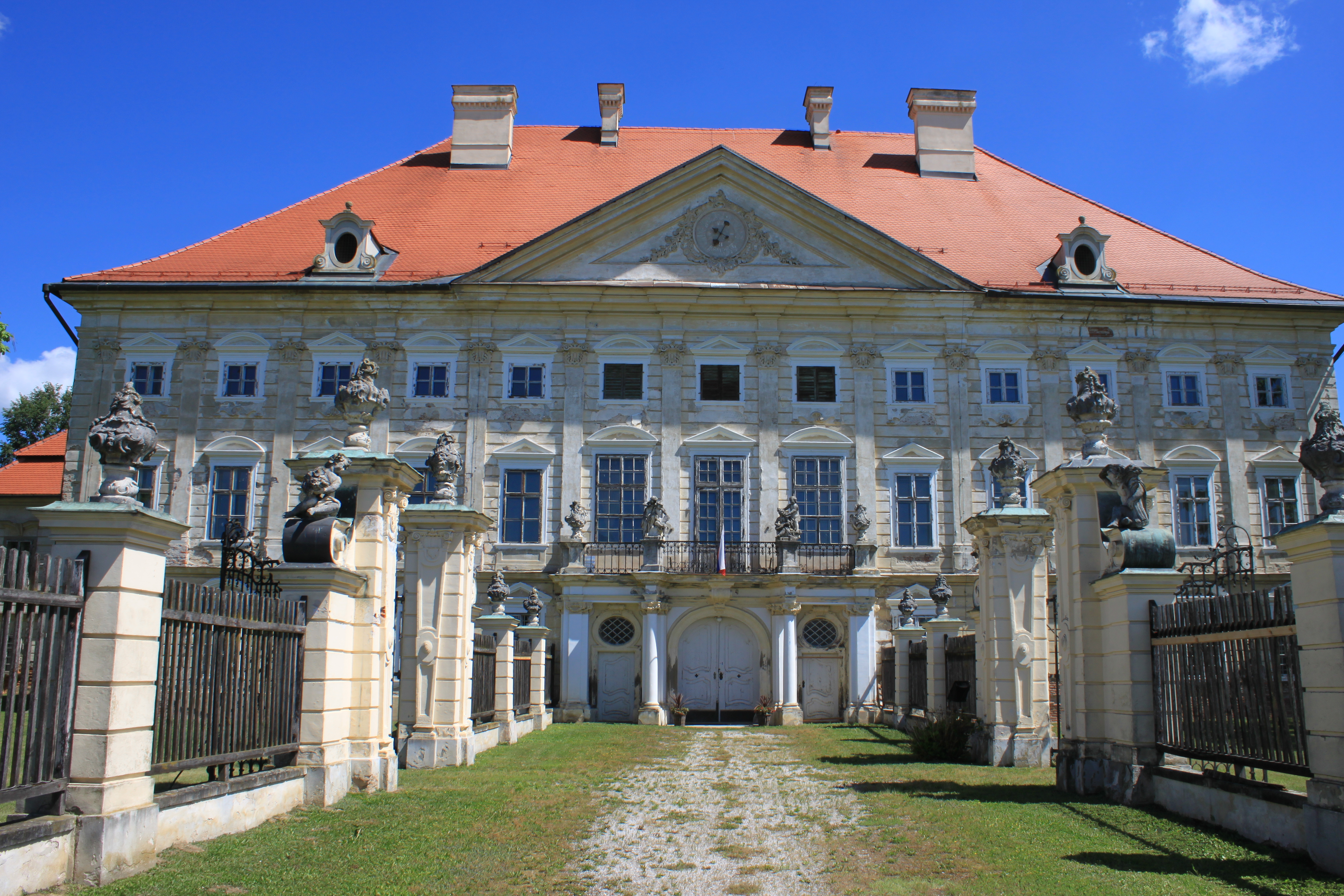
Einfahrt
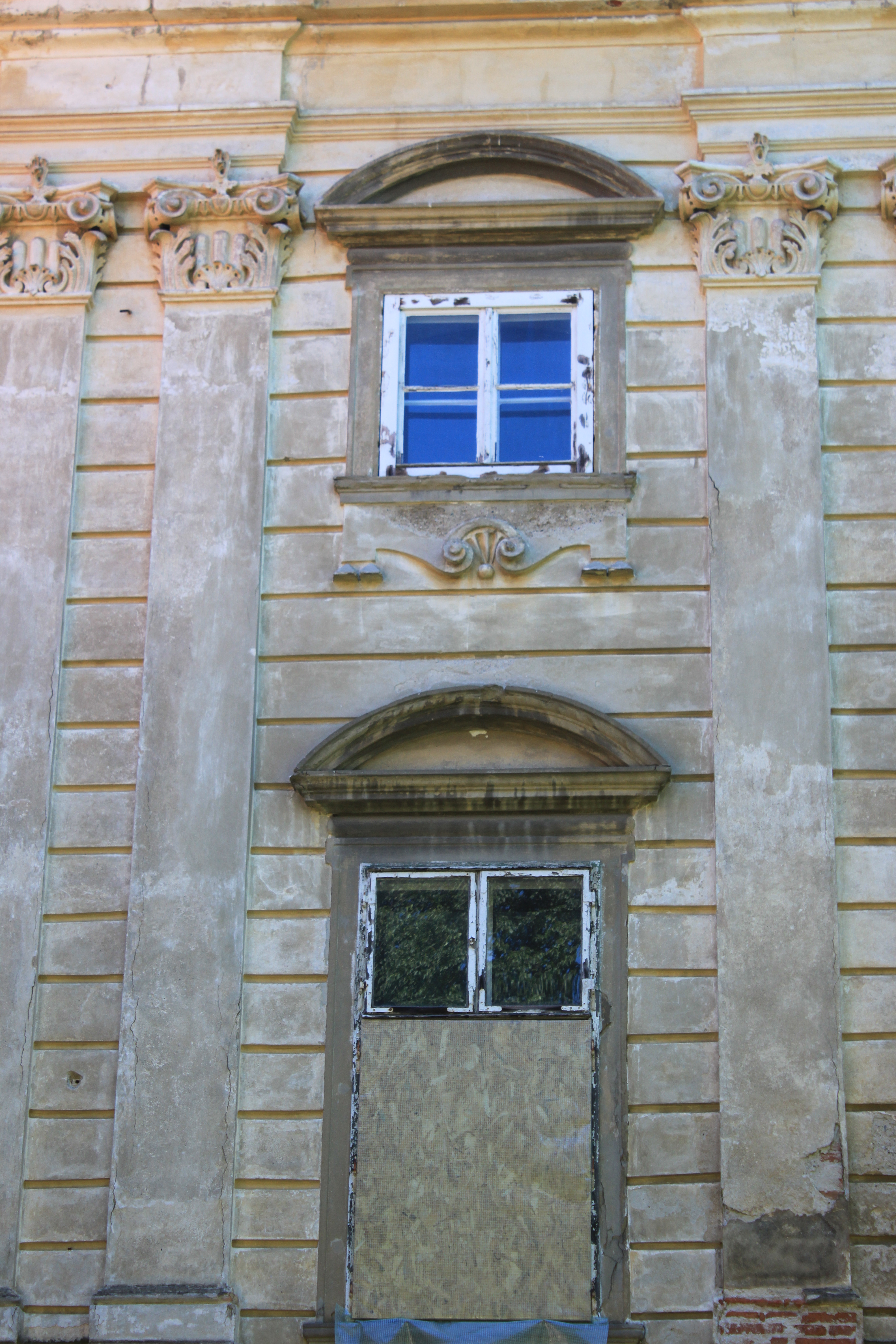
Westflügel
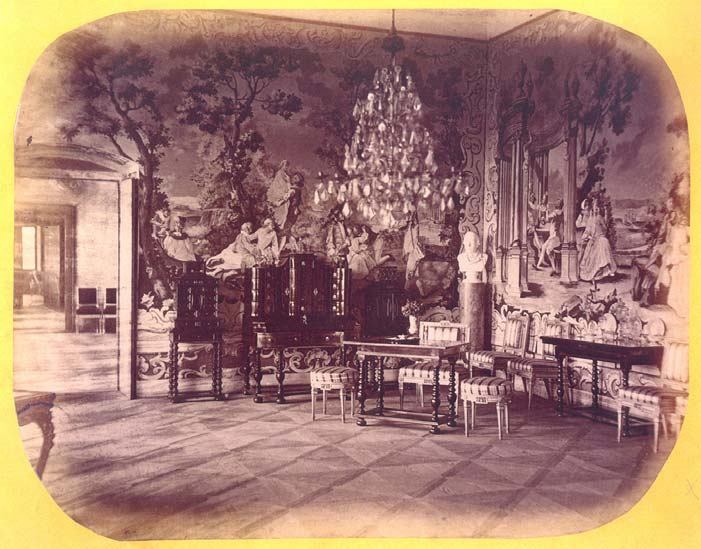
Ein Schlossimmer um 1870
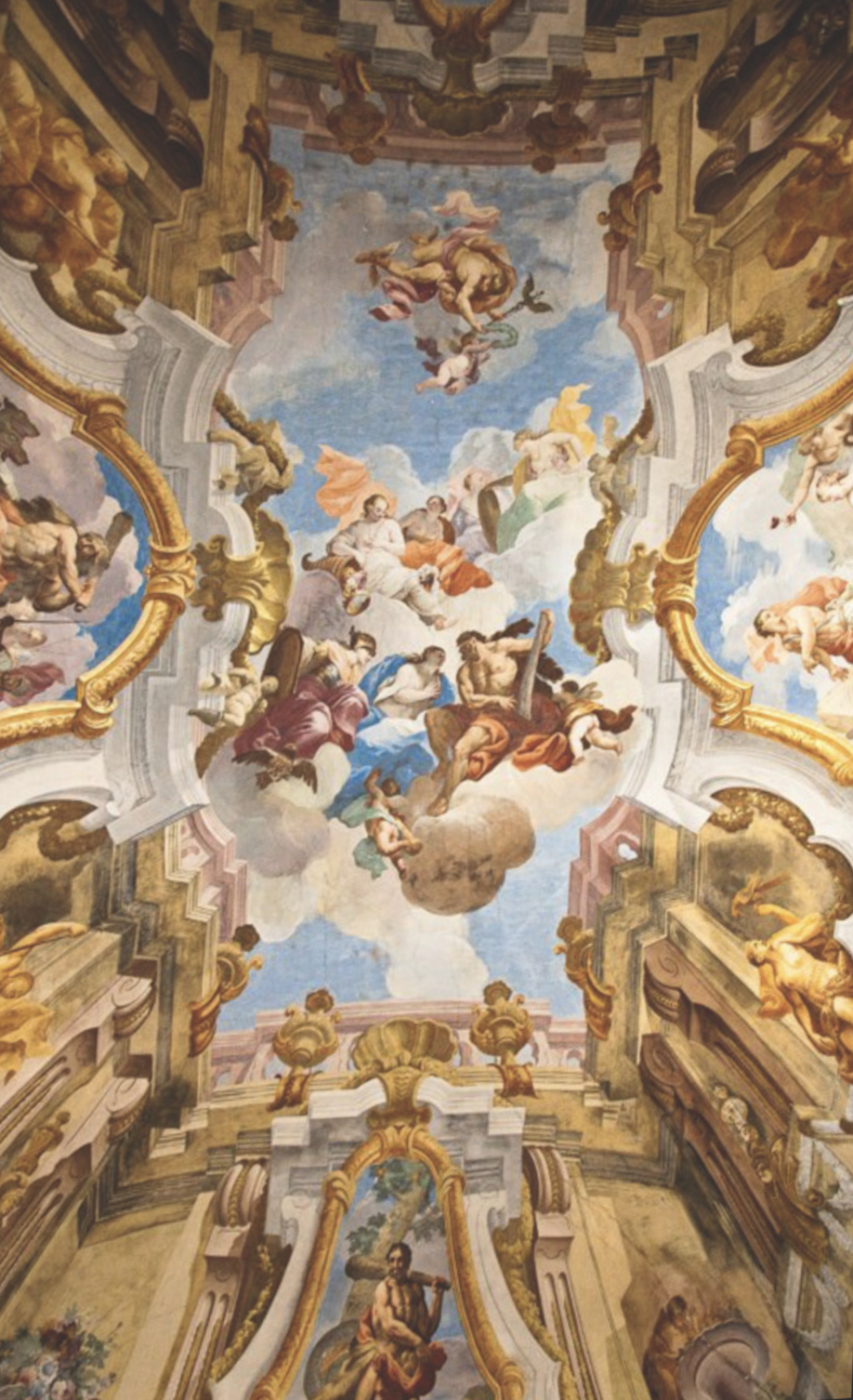
Fresko von Johann Caspar Waginger in der Empfangshalle
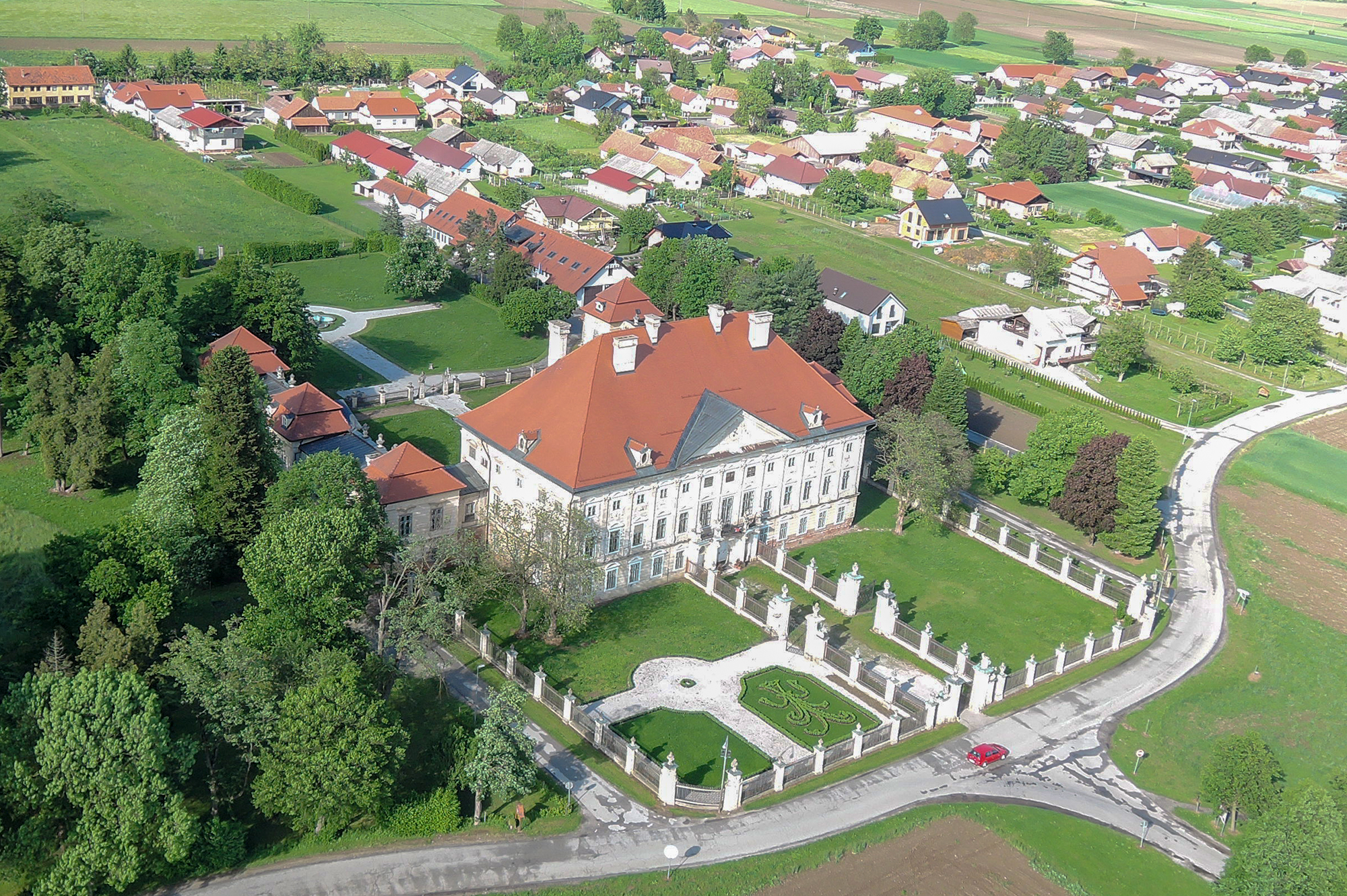
Luftaufnahme von Schloss Dornau

### Schlosspark
Während die ersten hundert Meter des Parks einen typischen Barockgarten mit einem Brunnen als Mittelpunkt darstellen, wurde der hintere Teil des Schlossparks als englischer Landschaftsgarten um 1750 neu angelegt. Er begann ursprünglich an der alten Allee bei der Mariensäule aus der ersten Hälfte des 17. Jahrhunderts, bildete eine Achse durch das Schloss und fand seinen Endpunkt in einer Skulptur des Johannes Nepomuk am Flussufer der Pößnitz. Im vorderen barocken Teil des Parks befindet sich ein Neptunbrunnen aus dem 18. Jahrhundert. Statuen von griechischen Philosophen sowie von Zwergen dekorieren den schlossnahen Teil des Parks. Die wertvolleren Figuren wurden in das Provinzmuseum Pettau gebracht. Nach dem Zweiten Weltkrieg wurden große Teile des Schlossgartens in Ackerland umgewandelt, so dass der Englische Garten heute nur noch circa 1700 m lang und 90 m breit ist. Bei dem barocken Teil des Gartens handelt es sich um den größten Barockgarten Sloweniens. Die gesamte Anlage ist seit 1973 als Naturdenkmal geschützt.

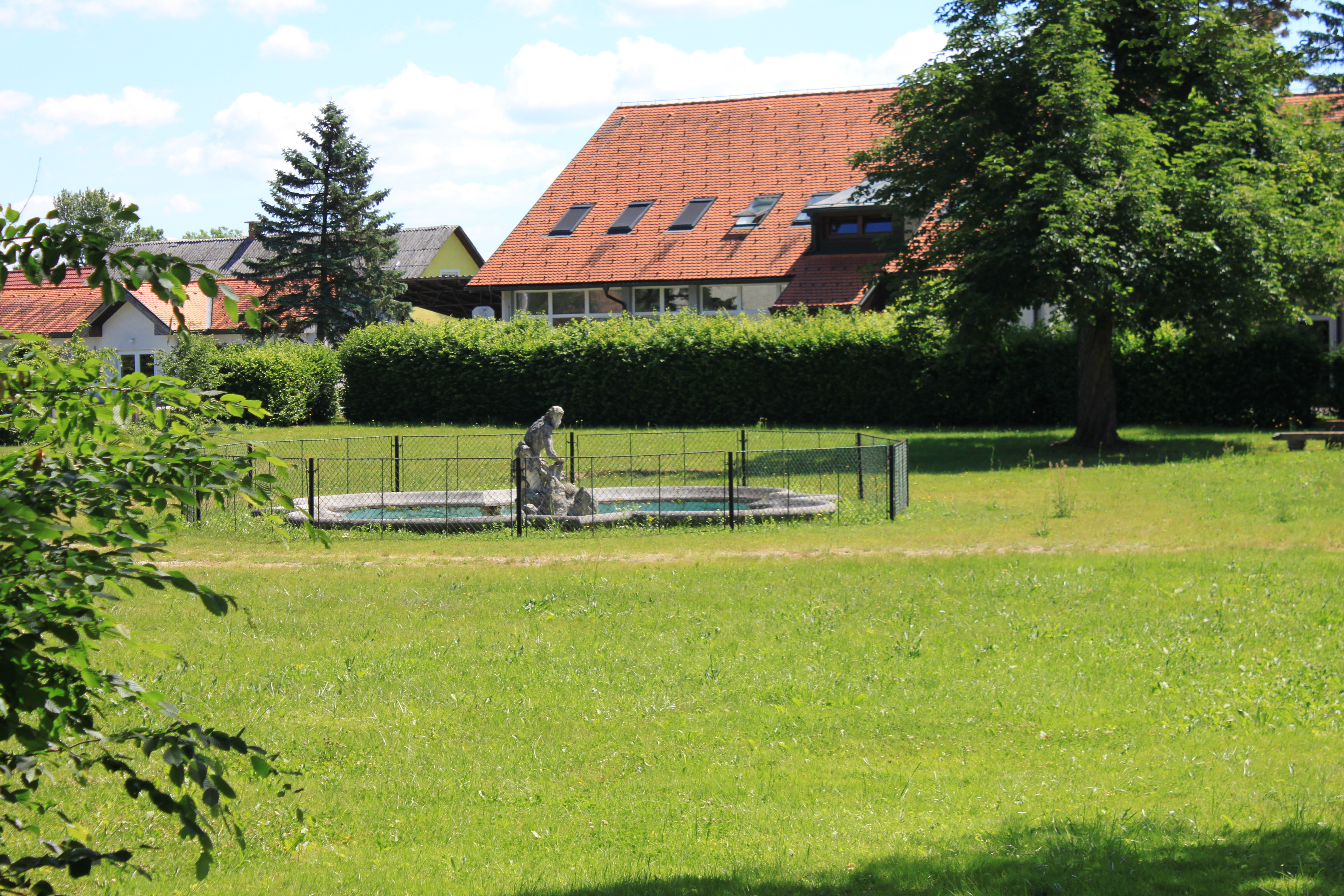
Neptunbrunnen im alten Barockgarten
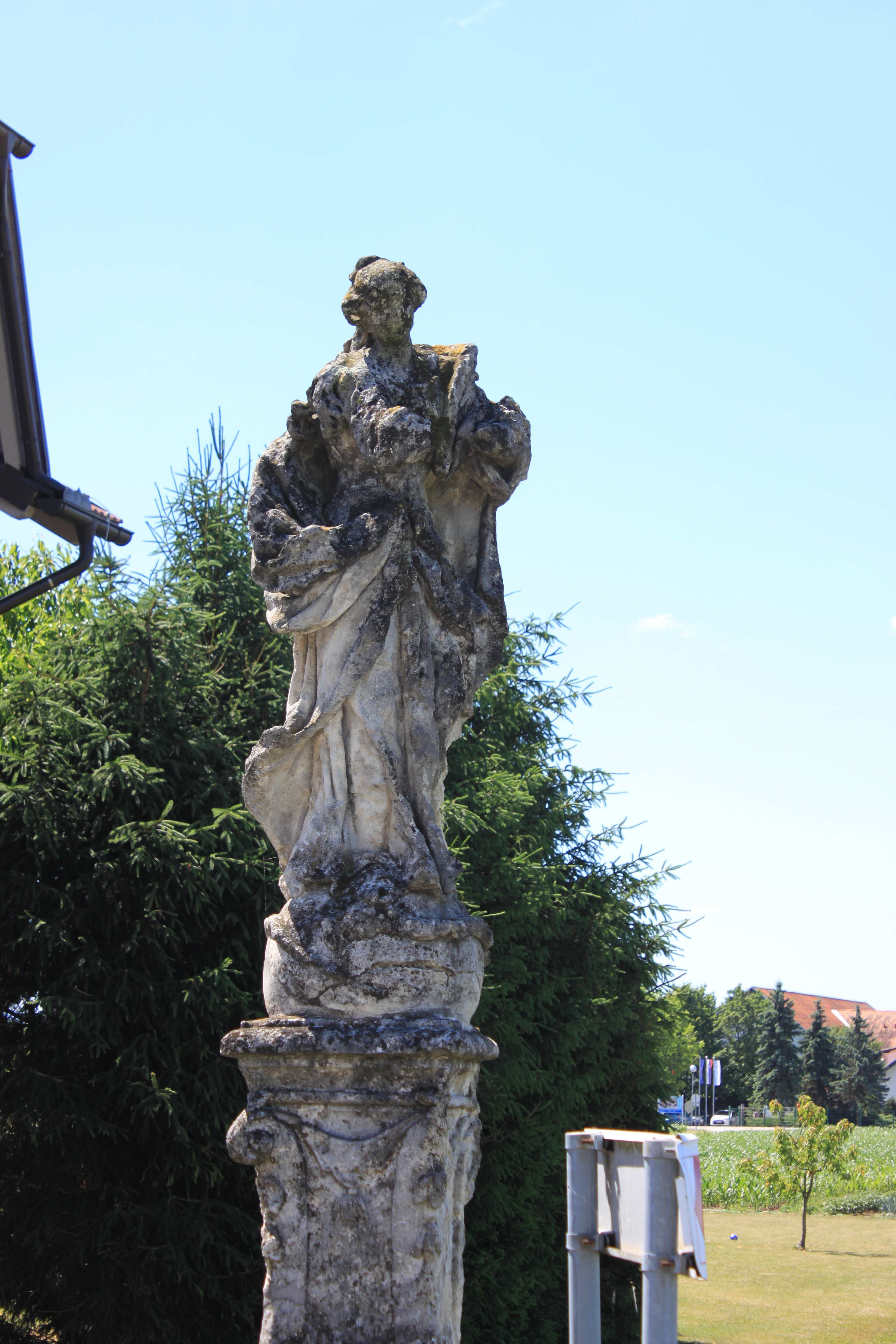
Mariensäule am Beginn der Allee zum Schloss
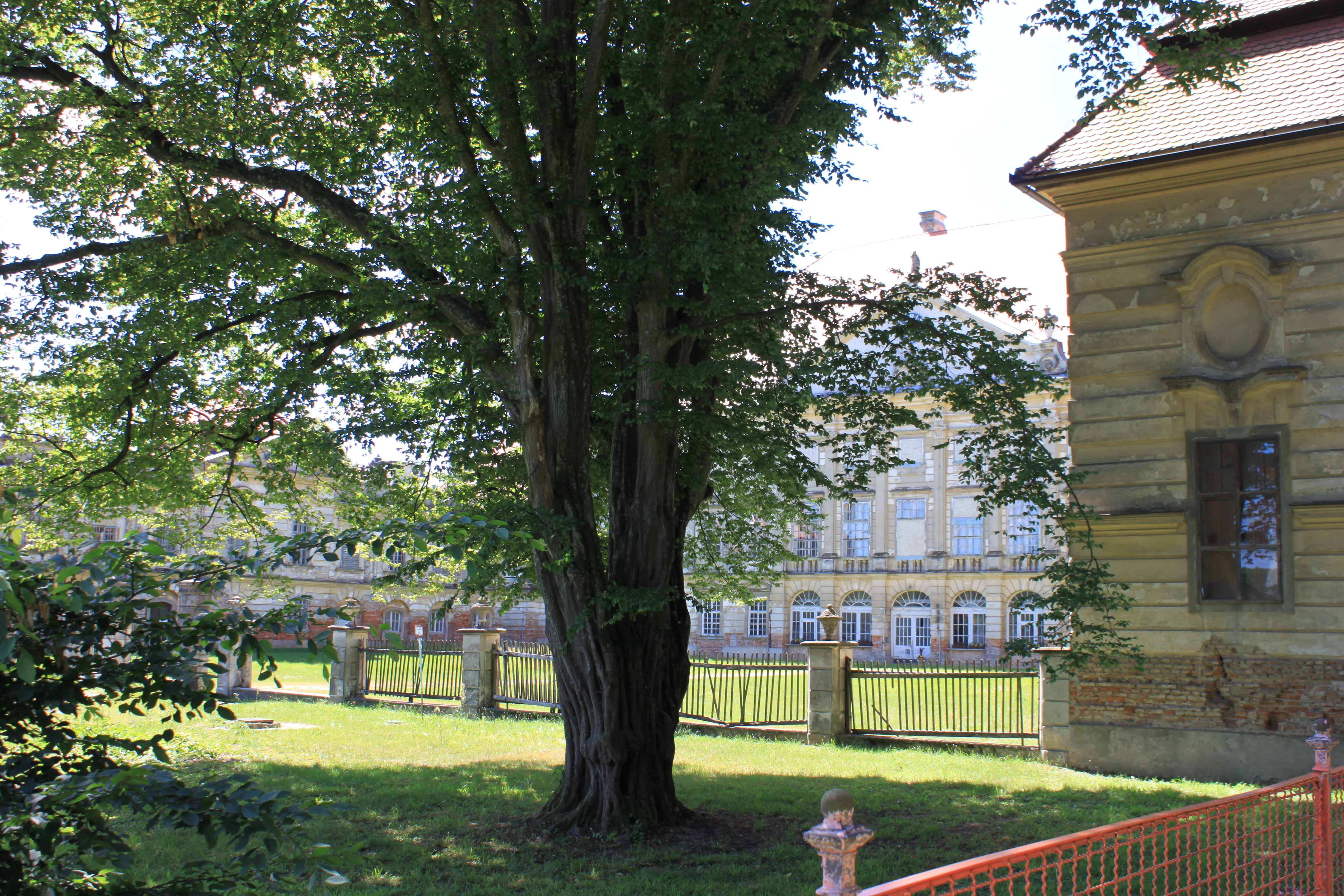
Englischer Garten

## Restaurierungs- und Konservierungsmaßnahmen
Von April 2021 bis 22. April 2022 wurde die Kapelle im Pavillonflügel renoviert. Der Eingriff umfasste Konservierungs- und Restaurierungsarbeiten an der Stuckverzierung, den Steinelementen und der Tischlerei der Kapelle sowie der Sakristei des Herrenhauses. Im März 2022 erklärte die Regierung das Gut und den Park Dornava erneut zum Kulturdenkmal von nationaler Bedeutung, da sich bei der Ausarbeitung des Erhaltungsplans für die Restaurierung herausstellte, dass einige Teile nicht zur ausgewiesenen Fläche des Denkmals gehörten. Das Gut erhielt  bereits 1999 den Status eines Kulturdenkmals von nationaler Bedeutung, allerdings erhielten damals nicht alle Teile des Guts diesen Status.